# Сероголовый неразлучник
Сероголовый неразлучник (лат. Agapornis canus) — птица отряда попугаеобразных.

## Внешний вид
Небольшой попугайчик с длиной тела 14 см. Окраска оперения в основном зелёная. Спина и крылья тёмно-зелёные, нижняя часть тела светло-зелёная. Кончик хвостовых перьев тоже зелёный. Верхняя часть груди, шея и голова у самцов светло-серые. Радужка тёмно-коричневая. Клюв светло-серый. У самок голова имеет серо-зелёную или зелёную окраску.

## Распространение
Обитает на островах Мадагаскар, Сейшелах, Маврикий и Занзибар.

## Образ жизни
Населяют края лесных массивов, финиковые рощи и пальмовые плантации. Густых тропических лесов избегают. Стайки этих попугаев иногда наносят ущерб рисовым плантациям.

## Размножение
Гнездятся в дуплах или гнёздах других птиц. Строительный материал таскает самка, засунув его в оперение спины. В кладке обычно 5—6 яиц, которые самка насиживает 22 дня. Птенцы вылетают из гнезда в возрасте 35—38 дней, но ещё некоторое время находятся под опекой самца, а самка в это время начинает готовиться к другой кладке.

## Содержание
В домашних условиях содержатся очень редко.

## Классификация
Вид включает в себя 2 подвида:
- Agapornis canus ablectaneus Bangs, 1918 — отличается от номинативного меньшими размерами и голубым оттенком.
- Agapornis canus canus (Gmelin, 1788) — номинативный подвид.